# 桜庭直綱
桜庭 直綱（さくらば なおつな）、または櫻庭 直綱は、戦国時代から江戸時代初期の武将。南部氏家臣。赤石館（青森県三戸郡南部町赤石字舘）館主。石高は2,000石。南部家譜代の重鎮として活躍し、以後廃藩まで盛岡藩家老職を受け継いだ近世櫻庭氏の祖である。

## 生涯
桜庭氏は佐々木氏流六角氏支流と自称し、主家の南部氏初代南部光行の奥州下向以前からの譜代の家柄であり、三上、安芸、福士氏と並んで南部四天王と称された（『南部根元記』）。
初めは、佐々木与三郎安房と名乗っていたが、天正10年（1582年）、元服の際、主君南部信直から「直」の一字と来国次の太刀を賜り直綱と名乗る（『宝翰類聚』）。
天正19年（1591年） 九戸政実の乱では主君の意を受けて領内諸豪族の説得に当たった（『二戸川嶋家文書』）。
慶長5年（1600年） 和賀忠親の反乱である岩崎一揆では馬上の侍大将として70人の部隊を率い、南部軍の主力として戦っている（『聞老遺事』岩崎御出陣人数定）。
また、この戦いの出陣軍令書に北信愛、楢山五佐衛門直隆、直綱の連盟があり、この頃には南部家中の重要な地位を確立しているものと考えられる。
慶長6年（1601年）、主君の命を受けた直綱は、伊達氏と結んだ遠野地方の豪族、阿曽沼広長を討つため350人の部隊を率いて阿曽沼軍と戦い、これを打ち破っている（『南部史要』）。
慶長17年（1612年）徳川秀忠が仙洞御所造営の普請を命じるため江戸の南部藩邸を訪れた際、直綱も南部利直、重直、八戸直政、北直継と共に会談に参加している。
慶長19年（1614年）の大坂冬の陣では南部軍は片桐且元の居城茨木城の破却を行ったが、北信景の大坂城籠城事件があったためか大坂夏の陣では参陣を許されなかった。
元和元年（1615年）家老に就任。晩年は政務、財務の取締も行っていた（南部藩『御系譜』)。
元和2年（1616年）閉伊郡花輪村に後の盛岡藩主となる南部重信が生まれると、その確認のため「御検視」として向かう（『小本家記録』）。
元和6年（1620年）卒去。家督は長男の直際が継いでいる。岩手県宮古市長根にある長根寺の櫻庭家累代の墓所（長根寺桜庭氏墓所）の中に、直綱の墓碑が存在する（宮古市指定史跡）。

## 幕府からの追及
北信景の大坂城籠城事件について江戸幕府から諮問された際、南部利直は本多正純、安藤直次を通して駿府の徳川家康と江戸の徳川秀忠宛に弁明の書状を送っている。その中で直綱の父は又重雅楽丞なる人物であるとしており、信景とは異父兄弟であるような書き方をしている。その際、処分を避けるため櫻庭家の系図を詐称、隠蔽した疑惑があり、後に編纂された櫻庭家系図と他の南部家の文書では、父光康の活動時期や妻の名前が異なっている。
また『祐清私記』によると、家康は「わざわざ遠い奥州の地から参陣したのは叛意の無い表れである。」として、北家や櫻庭家の処分はしなかったという。